# حديقة العظام
حديقة العظام (بالإنجليزية: Garden of Bones) هي الحلقة الرابعة من الموسم الثاني من المسلسل الفانتازي صراع العروش، والمُقتبس من سلسلة روايات أغنية الجليد والنار للمؤلف جورج ر. ر. مارتن، وهي الحلقة رقم 14 من المسلسل ككل. عُرضت الحلقة لأول مرة في 22 أبريل 2012، على شبكة إتش بي أو المُنتجة للمسلسل، وكانت من كتابة فانسيا تايلور، ومن إخراج ديفيد بتراركا.

## ملخص الحلقة
تُحاول (كاتلين) إقناع إخوة (روبرت براثيون) التحالف مع ابنها ضد عائلة (لانستر). بينما جوفري يقوم باستفزاز (سانسا) بسبب انتصارت أخيها في ميادين المعركة. تُؤخذ (آريا) و (غيندري) إلى قلعة «هارنهول» حيث يُحبسون هناك، وأثناء وجودهم هناك يَقدِم (تايوين لانستر) ويكتشف من فوره أن (آريا) فتاة وليس كما يعتقدون. بعد رحلتها المزرية عبر الصحراء، تصل (دينريس) هي وقبيلتها إلى مدينة «كارث» المزدهرة، ويقرر أهلها إدخالهم إليها. أما في «دراغون ستون»، تلد (ميليزاندر) كائناً شبه بالشبح.

## الإنتاج
سيناريو الحلقة كان من كتابة فانسيا تايلور، وأُختير ديفيد بتراركا لإخراجها. كان مارتن كنزي ‏ مديرًا لتصوير الحلقة، وكيتي وايلاند محررةً لها، أما موسيقى الحلقة التصويرية فكانت من تلحين رامين جوادي.

## نسب المشاهدة
| الموسم | الموسم | رقم الحلقة | رقم الحلقة | رقم الحلقة | رقم الحلقة | رقم الحلقة | رقم الحلقة | رقم الحلقة | رقم الحلقة | رقم الحلقة | رقم الحلقة | المتوسط |
| الموسم | الموسم | 1          | 2          | 3          | 4          | 5          | 6          | 7          | 8          | 9          | 10         | المتوسط |
| ------ | ------ | ---------- | ---------- | ---------- | ---------- | ---------- | ---------- | ---------- | ---------- | ---------- | ---------- | ------- |
|        | 1      | 2.22       | 2.20       | 2.44       | 2.45       | 2.58       | 2.44       | 2.40       | 2.72       | 2.66       | 3.04       | 2.52    |
|        | 2      | 3.86       | 3.76       | 3.77       | 3.65       | 3.90       | 3.88       | 3.69       | 3.86       | 3.38       | 4.20       | 3.80    |
|        | 3      | 4.37       | 4.27       | 4.72       | 4.87       | 5.35       | 5.50       | 4.84       | 5.13       | 5.22       | 5.39       | 4.97    |
|        | 4      | 6.64       | 6.31       | 6.59       | 6.95       | 7.16       | 6.40       | 7.20       | 7.17       | 6.95       | 7.09       | 6.84    |
|        | 5      | 8.00       | 6.81       | 6.71       | 6.82       | 6.56       | 6.24       | 5.40       | 7.01       | 7.14       | 8.11       | 6.88    |
|        | 6      | 7.94       | 7.29       | 7.28       | 7.82       | 7.89       | 6.71       | 7.80       | 7.60       | 7.66       | 8.89       | 7.69    |
|        | 7      | 10.11      | 9.27       | 9.25       | 10.17      | 10.72      | 10.24      | 12.07      | غ/م        | غ/م        | غ/م        | 10.26   |
|        | 8      | 11.76      | 10.29      | 12.02      | 11.80      | 12.48      | 13.61      | غ/م        | غ/م        | غ/م        | غ/م        | 11.99   |

## وصلات خارجية
- حديقة العظام على موقع IMDb (الإنجليزية)
- حديقة العظام على موقع ميتاكريتيك (الإنجليزية)
- حديقة العظام على موقع روتن توميتوز (الإنجليزية)
- حديقة العظام على موقع أول موفي (الإنجليزية)